# Target (Physik)
Als Target (englisch für Schießscheibe, Angriffsziel), Streukörper oder Beugungsobjekt bezeichnet man bei Experimenten beispielsweise in Teilchenbeschleunigern die Materie, die dem Teilchenstrahl ausgesetzt wird. Bei physikalischen Experimenten können Targets Festkörper, oftmals dünne Folien, aber auch Flüssigkeiten oder Gase sein.
Das Wort Target wird fachsprachlich auch für das einzelne der Bestrahlung ausgesetzte Teilchen (z. B. Atomkern) verwendet.
Ein System aus Teilchenbeschleuniger und Target kann auch als Neutronenquelle dienen. Da Neutronen selbst keine elektrische Ladung haben, ist es nicht möglich, sie mittels Magnetfeldern abzulenken oder zu beschleunigen. Daher sind besonders schnelle Neutronen (oberhalb der Neutronenentemperatur, welche bei Kernspaltung auftritt) schwer in einem anderen System zu erzeugen. Da die Reaktion, bei der ein geladenes Teilchen Neutronen aus einem Atomkern heraus schlägt (Spallation), aufgrund der Abstoßung zwischen positiv geladenen Atomkernen des Targets und positiv geladenen Geschossen erst ab einer gewissen Geschwindigkeit abläuft, entstehen zunächst relativ schnelle Neutronen. Sollten thermische Neutronen gewünscht sein, ist deshalb ein Neutronenmoderator erforderlich. Neutronen aus Kernfusion können höhere Geschwindigkeiten erreichen, jedoch sind die erreichbaren Flussdichten bei gegebenem Energieaufwand schlechter als bei Spallation.

## Strahlentherapeutische Targets
In Linearbeschleunigern in der Strahlentherapie wird ein Metallkörper verwendet, der nach einem Umlenkmagneten in den Strahlengang eingebracht ist. Aus der Energie der beschleunigten Elektronen wird zu 95 % Wärme, etwas weniger als 5 % Röntgenbremsstrahlung und wenig charakteristische Röntgenstrahlung. Aus diesem Grund ist eine Kühlung notwendig, welche die entstandene Hitze ableitet. Wenn ein Streukörper verschlissen ist, muss er auf Radioaktivität überprüft und evtl. in einem Abklingbecken gelagert werden.

## Dünnschichttechnik
In der Dünnschichttechnik werden Targets aus festen Körpern eingesetzt. Sie werden (oberflächlich) durch Teilchenbeschuss zerstäubt und dienen als Ausgangsmaterial für die gewünschte Schicht auf einem weiteren Festkörper, dem sogenannten Substrat. Typische Verfahren der physikalischen Gasphasenabscheidung, in denen Streukörper genutzt werden, sind die Sputterdeposition, das Elektronenstrahl-, Lichtbogen- und Laserstrahlverdampfen.